# Comté de Cecil
Le comté de Cecil (anglais : Cecil County) est un comté situé dans le nord-est de l'État du Maryland aux États-Unis. Le siège du comté est établi à Elkton. Selon le recensement de 2020, sa population est de 103 725 habitants.

## Géographie
Le comté a une superficie de 1 082 km2, dont 902 km2 de terres.

### Comtés adjacents
- Comté de Lancaster, Pennsylvanie (nord)
- Comté de Chester, Pennsylvanie (nord-est)
- Comté de New Castle, Delaware (est)
- Comté de Harford (ouest)
- Comté de Kent (sud)